# ひかりふる路〜革命家、マクシミリアン・ロベスピエール〜
『ひかりふる路 〜革命家、マクシミリアン・ロベスピエール〜』（ひかりふるみち かくめいか、マクシミリアン・ロベスピエール）は、宝塚歌劇団のミュージカル作品。作・演出は生田大和。作曲はフランク・ワイルドホーン。

## 概要
2017年11月10日から12月15日（新人公演は11月28日）に宝塚大劇場、2018年1月2日から2月11日（新人公演は1月25日）に東京宝塚劇場において、雪組により上演。
18世紀のフランス革命に、理想に燃え、そして、自らもまた炎に焼かれた革命家マクシミリアン・ロベスピエールの生涯を追った作品。併演はレヴュー・スペクタキュラー『SUPER VOYAGER! -希望の海へ-』。この公演は雪組新トップスター望海風斗、同組新トップ娘役真彩希帆の新トップコンビお披露目公演となる。

## 主な配役
本公演
- マクシミリアン・ロベスピエール：望海風斗[2]
- マリー＝アンヌ：真彩希帆[2]
- ジョルジュ・ジャック・ダントン：彩風咲奈[2]
- タレーラン・ペリゴール：夏美よう[2]（専科）
- カミーユ・デムーラン：沙央くらま[2] (専科)
- ルノー夫人：梨花ますみ[2]
- マリー＝アンヌの母／オランプ：舞咲りん[2]
- ルノー：奏乃はると[2]
- クレール：早花まこ[2]
- テロワーニュ：沙月愛奈[2]
- ポーリーヌ：千風カレン[2]
- ジャン＝マリー・ロラン：透真かずき[2]
- マノン・ロラン夫人：彩凪翔[2]
- ジョゼフ・フーシェ：真那春人[2]
- ジョルジュ・クートン：久城あす[2]
- ルイ＝マリ・スタニスラス・フレロン／ブランシュバイク公：煌羽レオ[2]
- ルイ・アントワーヌ・ド・サン＝ジュスト：朝美絢[2]
- イザベル：愛すみれ[2]
- ジャック・ピエール・ブリソ／マリー＝アンヌの父：桜路薫[2]
- ジャン＝ランベール・タリアン：天月翼[2]
- コロー・デルボワ／モーリス・デュプレ：橘幸[2]
- ガブリエル・ダントン：朝月希和[2]
- モニーク：妃華ゆきの[2]
- ピエール・ヴェルニョー：真地佑果[2]
- 鳥売り：華蓮エミリ[2]
- フィリップ・ル・バ（フランス語版）：永久輝せあ[2]
- ビョー＝ヴァレンヌ／ルイ16世：叶ゆうり[2]
- オーギュスタン・ロベスピエール：綾凰華[2]
- エレオノール・デュプレ（英語版）：星南のぞみ[2]
- フランソワ・ビュゾー：叶海世奈[2]
- デュムーリエ将軍：鳳華はるな[2]
- マリー＝アンヌの妹：夢乃花舞[2]
- ダヴィッド／新聞売り：諏訪さき[2]
- ポール・バラス：陽向春輝[2]
- シャルロット・ロベスピエール（フランス語版）：野々花ひまり[2]
- リュシル・デムーラン：彩みちる[2]
- アニエス：桜庭舞[2]
- フランソワ：眞ノ宮るい[2]
- フランソワ・アンリオ（英語版）：縣千[2]

新人公演
- マクシミリアン・ロベスピエール：綾凰華[2]
- マリー＝アンヌ：潤花[2]
- ジャック・ジョルジュ・ダントン：叶ゆうり[2]
- タレーラン・ペリゴール：陽向春輝[2]
- カミーユ・デムーラン：永久輝せあ[2]
- ルノー夫人：彩みちる[2]
- マリー＝アンヌの母／クレール：羽織夕夏[2]
- オランプ：沙羅アンナ[2]
- ルノー／新聞売り：ゆめ真音[2]
- テロワーニュ：夢乃花舞[2]
- ポーリーヌ：琴羽りり[2]
- ジャン＝マリー・ロラン／マリー＝アンヌの父：叶海世奈[2]
- マノン・ロラン夫人：星南のぞみ[2]
- ジョゼフ・フーシェ：鳳華はるな[2]
- ジョルジュ・クートン／ブランシュバイク公：眞ノ宮るい[2]
- ルイ＝マリ・スタニスラス・フレロン：星加梨杏[2]
- ルイ・アントワーヌ・ド・サン＝ジュスト：諏訪さき[2]
- イザベル：有栖妃華[2]
- ジャック・ピエール・ブリソ／ダヴィッド：汐聖風美[2]
- ジャン＝ランベール・タリアン／モーリス・デュプレ：朝澄希[2]
- コロー・デルボワ：一禾あお[2]
- ガブリエル・ダントン：優美せりな[2]
- モニーク：美華もなみ[2]
- ピエール・ヴェルニョー：望月篤乃[2]
- 鳥売り：真彩希帆[2]
- フィリップ・ル・バ：縣千[2]
- ビョー＝ヴァレンヌ／ルイ16世：麻斗海伶[2]
- オーギュスタン・ロベスピエール：真友月れあ[2]
- エレオノール・デュプレ：桜庭舞[2]
- フランソワ・ビュゾー：稀羽りんと[2]
- デュムーリエ将軍／フランソワ：日和春磨[2]
- マリー＝アンヌの妹：天咲礼愛[2]
- ポール・バラス：琥白れいら[2]
- シャルロット・ロベスピエール：花束ゆめ[2]
- リュシル・デムーラン：野々花ひまり[2]
- アニエス：涼花美雨[2]
- フランソワ・アンリオ：彩海せら[2]

## スタッフ
- 作・演出：生田大和
- 作曲：フランク・ワイルドホーン
- 音楽監督・編曲：太田健
- 音楽指揮：西野淳
- 振付：御織ゆみ乃
- 振付：桜木涼介
- 殺陣：栗原直樹
- 装置：二村周作
- 衣装：有村淳
- 照明：笠原俊幸
- 音響：大坪正仁
- 小道具：太田遼
- 歌唱指導：斉藤かおる